# Johan Gottlieb Gahn
Johan Gottlieb Gahn, nascut el 19 d'agost de 1745 a Voxna (Hälsingland) i traspassat el 8 de desembre de 1818 a Estocolm, va ser un químic suec que va descobrir el manganès el 1774.
Gahn va ser un estudiant del químic suec Torbern Olof Bergman i col·laborador de Carl Wilhelm Scheele. Entre les seves contribucions a la química destaquen el descobriment el 1770 que els ossos contenen fòsfor, i el 1774 l'aïllament del manganès metàl·lic per reducció del diòxid de manganès.